# Corentino de Quimper
San Corentino de Quimper en francés Corentin (Cornovaglia armoricana, 375 – Quimper, 453) es, según la tradición, el primer obispo de la diócesis de Quimper y es considerado uno de los siete fundadores de la Bretaña. La ciudad de Quimper es un punto en el peregrinaje medieval del punto santo de la Bretaña, llamado Tro Breizh.

## Vida
Su vida está recogida en la Vita di San Corentino escrito hacia 1220-1235. Según Alberto Magno, Corentino nació alrededor del 375 en  Cornualles. Se convirtió en un ermitaño en Plomodiern a los pies de Ménez-Hom. Según la leyenda, cada día se acercaba a su ermita un pez milagroso para alimentar a Corentin. Así cada vez que el ermitaño les cortaba una parte, ésta volvía a crecer. Corentin ayudaría al rey Gradlon y su corte con un trozo de este pescado, el día en que, después de perderse durante un viaje de caza, llegaron con hambre en su ermita. Tal vez sea una alusión al símbolo cristiano de los pescados en los inicios del cristianismo, la palabra Ichthys (ΙΧΘΥΣ), "pescado", es un acrónimo de Iesous Christos Theou Sotero Yios en griego ("Jesucristo, el Hijo de Dios, el Salvador ").
El rey Gradlon decidió establecer una diócesis en Quimper y había pedido a Corentino que fuese su primer obispo. Enviado a Tours, ya que fue consagrada por el obispo Martino, el futuro San Martín, Gradlon le daría un palacio en Quimper en el sitio de la catedral de la ciudad. Murió 12 de diciembre de 453 y fue enterrado delante del altar mayor de la Catedral de Quimper.

## Veneración
Desde el Martirologio Romano, el 12 de diciembre: ". A Quimper en Bretaña en Francia, St. Corentin, venerado como el primer obispo de esta ciudad"